# 二宮忠八

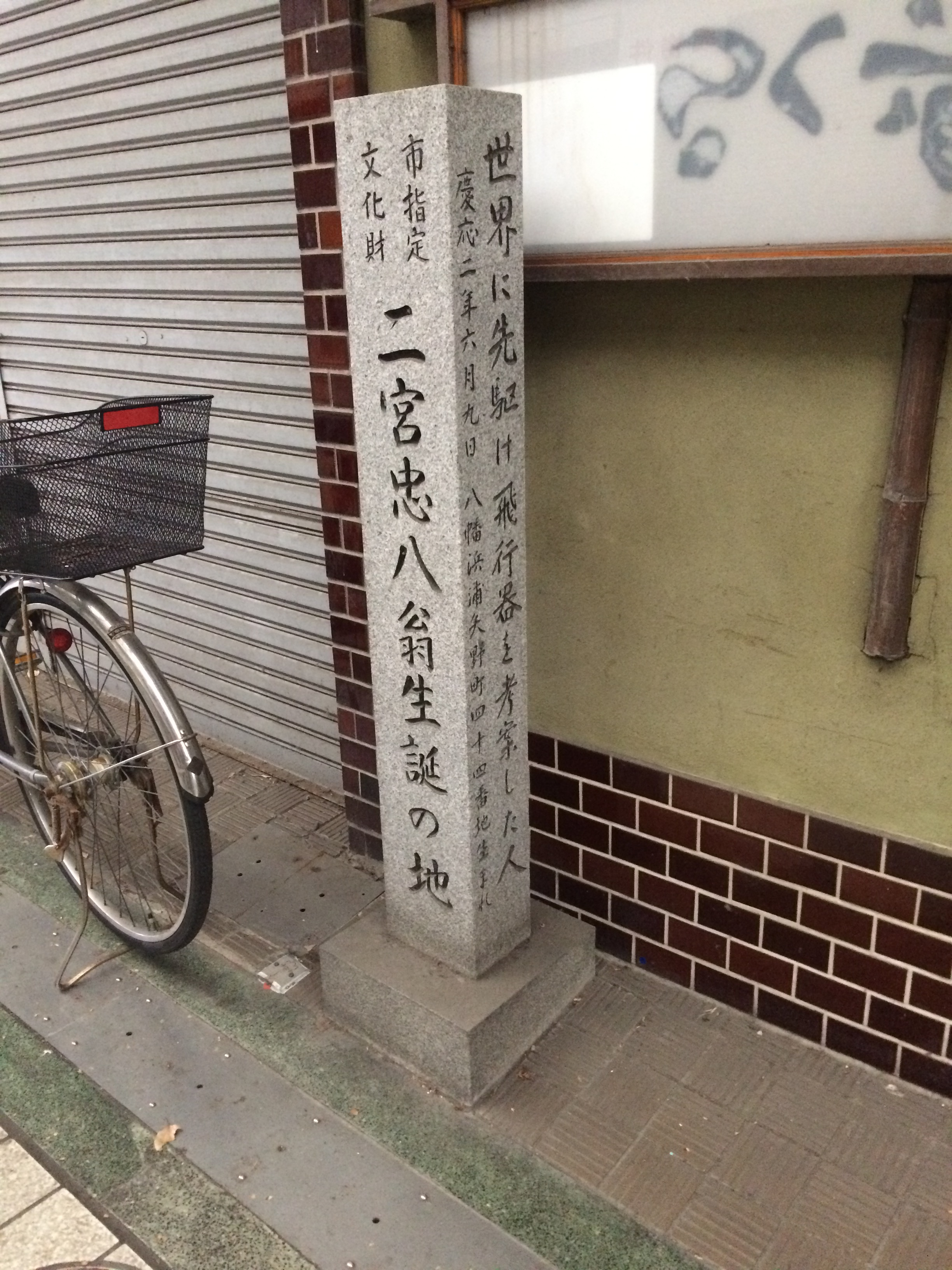
八幡浜市矢野町5番地にある「二宮忠八翁生誕の地」の標石

二宮 忠八（にのみや ちゅうはち、慶応2年6月9日〈1866年6月20日〉 - 1936年〈昭和11年〉4月8日）は、明治から昭和期の軍人、航空機研究者、実業家。伊予国宇和郡八幡浜浦矢野町（現・愛媛県八幡浜市矢野町）出身。
陸軍従軍中の1889年、「飛行器」を考案。その翌年には、ゴム動力による「模型飛行器」を製作。軍用として「飛行器」の実用化へ繋げる申請を軍へ三度行なうも理解されず、以後は独自に人間が乗れる実機の開発を目指したが、完成には至らなかった。
なお、「飛行器」とは忠八本人の命名による。忠八の死から18年後の1954年、英国王立航空協会は自国の展示場へ忠八の「玉虫型飛行器」の模型を展示し、彼のことを「ライト兄弟よりも先に飛行機の原理を発見した人物」と紹介している。

## 経歴

### 生い立ち
八幡浜の商家の四男坊として生まれる。父は幸蔵、母はきた。忠八が出生したころの家は富裕であったが、まもなく事業に失敗し、また2人の兄による放蕩、さらに父幸蔵が忠八12歳の時に若くして亡くなり家は困窮した。忠八は生計を得るため、町の雑貨店や印刷所の文選工、薬屋などで働くかたわら、物理学や化学の書物を夜遅くまで読み耽けっていた。また、収入の足しに学資を得るために自ら考案した凧を作って売り、この凧は「忠八凧」と呼ばれて人気を博したという。この経験が後の飛行機作りの原型になったともいわれる。錦絵に描かれた気球にも空への憧れをかきたてられ、気球を付けた凧を作ったこともあった。

### 飛行への着想
1887年（明治20年）、忠八は徴兵され、香川県の丸亀歩兵第12連隊第1大隊に入隊した。ある日（1889年11月のことという）、忠八は野外演習の休憩で昼食を取っているときに滑空しているカラスを見て、羽ばたいていないのに気付く。そして、翼で向かってくる風を受けとめることができれば、空を飛べるのではないかと考えた（固定翼の着想）。

### カラス型飛行器
それを基に忠八は、「模型飛行器」を作成。これがいわゆる「烏（）型飛行器」である。主翼は単葉で上反角を持ち、翼幅は45 cm。全長は35 cm。機尾に水平尾翼、機首に垂直安定板があった。また三輪を備えていた。推進力はゴムひも（陸軍病院勤務であった忠八は聴診器のゴム管を流用した）で駆動される推進式の四枚羽プロペラであった。1891年（明治24年）4月29日、3 mの自力滑走の後、離陸して10 mを飛行させて、日本初のプロペラ飛行実験を成功させた。翌日には手投げ発進の後、約36 mを飛行させた。

### 玉虫型飛行器

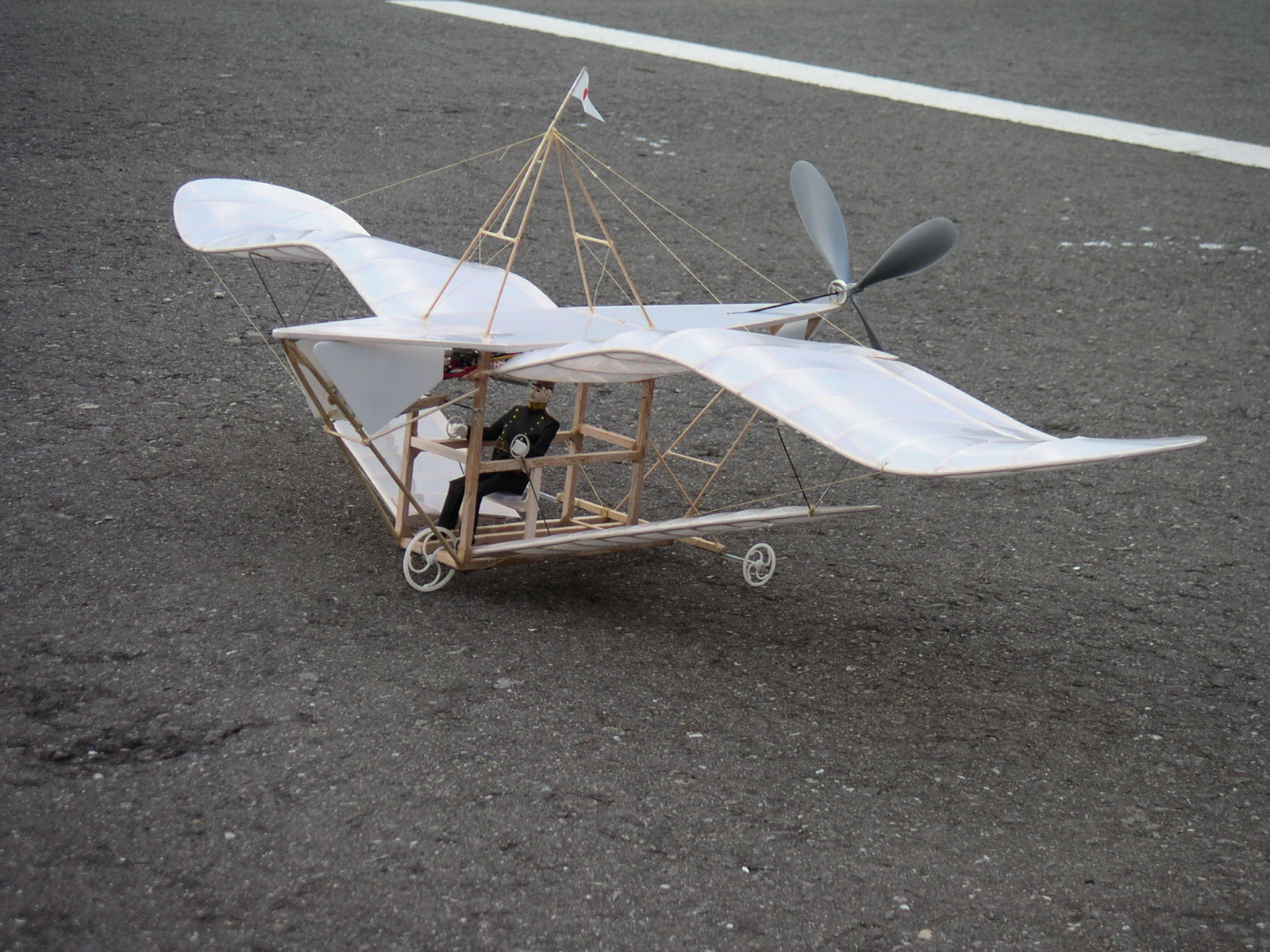
玉虫型飛行器の復元RC模型

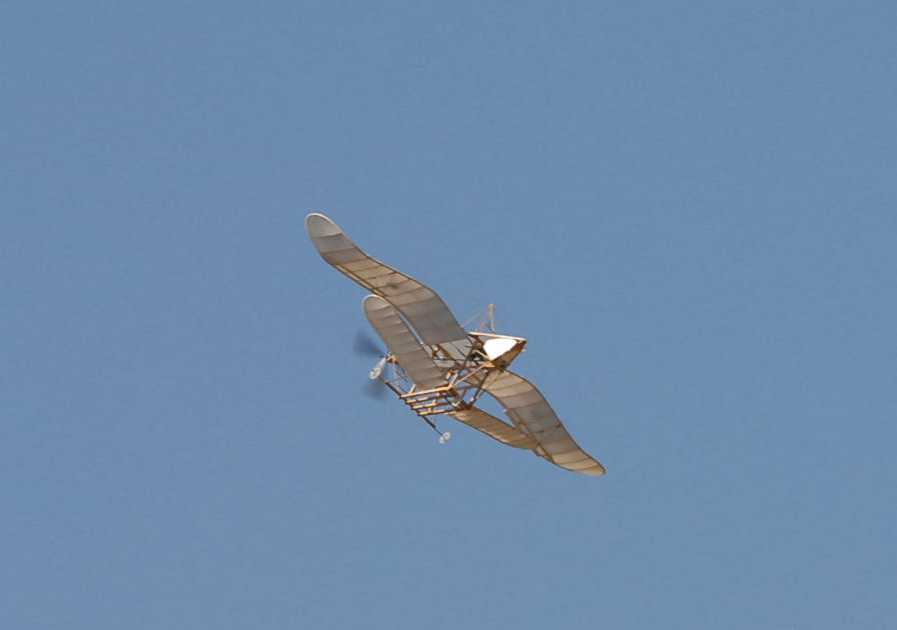
飛行中の復元RC模型

2年後の明治26年（1893年）10月には有人飛行を前提にした飛行機「玉虫型飛行器」の縮小模型（翼幅2 m）を作成。これは無尾翼の複葉機で、下の翼（上の翼に比べると小さい）は可動であり操縦翼面として働く設計だった。烏型と同様に四枚羽の推進式プロペラを機尾に備えていたが、動力源については未解決であった。日清戦争時に衛生卒として赴いた忠八は、戦場での「飛行器」の有効性について考え、有人の「玉虫型飛行器」の開発を上司である参謀の長岡外史大佐と大島義昌旅団長に上申したが、却下された。長岡は「戦時中である」という理由であった。また大島には戦地の病気で帰国し、戦争が終わった頃に尋ねてみたところ、「本当に空を飛んだら聞いてもよい」という返答が帰ってきた。当時は軍も観測気球が利用されていたが、飛行機の開発に乗り気ではないと感じた忠八は退役し、まずは製作資金を作ってから独力で研究することにした。
大日本製薬株式会社に入社し、業績を挙げて1906年（明治39年）に支社長にまで昇進する。この時期は資金をまかなえず、ほかにスポンサーも現れなかったため飛行器の開発は停滞した。この間、1903年（明治36年）12月17日、ついにライト兄弟が有人動力飛行に成功する。しかしこのニュースはすぐには日本には伝わらず、なおも忠八は飛行器への情熱を持ち続けていた。
支社長就任後ようやく資金的な目処も立ち、忠八は研究を再開する。従軍当時に新聞記事でオートバイのガソリンエンジンを知り、これを動力に利用できないかと考えていた忠八は、1908年（明治41年）に精米器用の2馬力のガソリンエンジンを購入した。しかしこれでは力不足であることがわかり、ついで12馬力のエンジン（偶然にもライト兄弟の「フライヤー1」と同じ出力）を自作する構想を立てた。
しかし、その矢先にライト兄弟の飛行機を新聞で知ることとなる。世界初の有人動力飛行という快挙を逃した忠八は大いに嘆き、飛行器の枠組みをハンマーで破壊してしまった。以後、二宮は飛行器の開発から離れて製薬の仕事に打ち込むとともに、1909年（明治42年）に二宮合資会社、大阪製薬株式会社を設立し局方塩の製造を開始。

### 遅かった評価
1919年（大正8年）、同じ愛媛県出身の陸軍中将（当時）・白川義則と懇談した際に、忠八は以前飛行機の上申をしたが却下されたことを告げ、白川が専門家に諮ってみるとその内容は技術的に正しいことがわかった。
ようやく軍部は忠八の研究を評価し、大正11年（1922年）、忠八を表彰、その後も数々の表彰を受けた。1925年（大正14年）9月、安達謙蔵逓信大臣から銀瓶1対を授与され、1926年（大正15年）5月、帝国飛行協会総裁久邇宮邦彦王から有功章を受章、1927年（昭和2年）勲六等に叙せられ、昭和12年度から国定教科書に掲載された。すでに陸軍を退役していた長岡外史は直接忠八のもとを訪れ、謝罪した。

### 神社設立
飛行機発明以来、航空事故が多発するようになったことに心を痛めた忠八は、事故犠牲者の慰霊が飛行機開発に携わった者としての責任だと感じ、飛行機事故で死去した多くの人を弔うために京都府八幡市に飛行神社を私財を投じて設立、自ら神主になっている。安全祈願に訪れる航空、宇宙業界関係者が多く、例祭では飛行機からの参拝も実施される。晩年は幡山と号して、七音五字四句一詞の形を「幡詞」と名づけ、幡詞会をもうけ、『幡詞』を著す。

## 世界航空機史上における位置付け
当時欧米で有人飛行を目指す流れは、

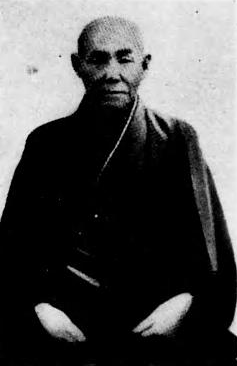
晩年の二宮忠八

- 模型飛行機の実験を行い、それを人が乗れる大きさに拡大したものを製作する
- グライダーによる滑空実験を行い、操縦技術を確立してからグライダーに動力を取り付ける

の2つに大別され、ライト兄弟はこの両方の研究成果を受け継ぎつつ後者の道を選んだ。兄弟は3000回以上の滑空と風洞をはじめとする科学的で綿密な実験結果に基づいて操縦者の意思で飛行する最初の飛行機を制作した。一方、忠八の研究は1991年に愛媛県八幡浜市において自筆の設計図を元に実物大の飛行器復元模型が制作され、有人動力飛行実験に成功した事で飛行理論の正しさは証明されたものの、その研究の過程や計画が研究途上で明確な位置付けがまだできず、海外の研究者の着目が少ない。

## 近年の見解
日本では近年「日本の航空機の父」という評価が高まりつつあり、その先見性や独創性が一般に知られるに従ってメディアで取り上げられることも多くなった。ライト兄弟の初飛行に先立ち動力付き有人飛行機を着想するも、金銭的事情で研究が進展せず有人飛行を断念したが、黎明期の先駆者としての功績と才能、様々な逸話、人格等、世界的な発見や功績は挙げていないものの、日本航空機史上へ名を刻むに足る人物として認知されつつある。
一方で実際にはゴム動力の模型飛行機はフランスで1871年にすでに製作され飛行しているにもかかわらず、「飛行機の真の発明者」「世界で最初に模型飛行機を製作」と報じる等、忠八の研究活動や航空史の流れを全く理解していない例も散見されたり（航空に関する年表も参照）、情報や認識が錯綜している。また忠八の作った航空機は人力航空機で、動力航空機とはかけ離れており過大評価されているとの意見もある。その活動について、安定した評価は形成されていない。

## 著作
- 『幡詞歌』幡詞会〈新声文芸〉、1929年6月。 NCID BA34229491。全国書誌番号:44034422。
- 『二宮幼時製の各種凧及自画』天満堂書店〈凧と飛行機にかけた生涯 1〉、1978年5月。 NCID BN10610320。全国書誌番号:78006037。
- 『飛翔の実現 凧から飛行機発明へ』天満堂書店〈凧と飛行機にかけた生涯 2〉、1978年5月。 NCID BN10610433。全国書誌番号:78006037。
- 『解説編 二宮忠八生い立ちと生涯』天満堂書店〈凧と飛行機にかけた生涯 3〉、1978年5月。 NCID BN10602526。全国書誌番号:BN10610502。

## その他
- 忠八がカラスを見て飛行の原理を着想したのは、香川県まんのう町追上の樅ノ木峠であったとされる。その故事にちなみ、同地には1966年（昭和41年）に二宮飛行公園が、1991年（平成3年）には二宮飛行神社が整備開設された。さらに2006年（平成18年）3月17日、「道の駅空の夢もみの木パーク」の隣接地に「二宮忠八飛行館」が開館した。玉虫形飛行器の1/1複製模型をはじめとした再現模型や書簡などが展示されている。なお、同地への公共交通は平日のみ一日4本の旧仲南町町内巡回バスしかない。
- 二宮忠八飛行館の他、航空科学博物館や[6]石川県立航空プラザにも玉虫型飛行器の実物大模型が展示されている[7]。うち、航空科学博物館の模型は八幡浜工業高等学校で製作されたものである[6]。
- ライト兄弟の初飛行はアメリカ国内ですらほとんど報道されなかった。また、その後兄弟が（アイディアの盗用を恐れて）なかなか公開飛行を行わなかったため、広く知られるようになったのは1908 - 9年頃である（村岡正明『航空事始』（東京書籍、1992年）によれば、日本で初めて報じられたのは、雑誌『科学世界』の明治40年（1907年）11月号だという）。日本の新聞記事等からもこのことは裏付けられ、忠八がライト兄弟の飛行機を知ったのもその時期と考えられる。鈴木真二の著書『飛行機物語』（中公新書、2003年）では、忠八がライト兄弟の飛行機を知ったのは1909年10月3日付の新聞（紙名は記載なし）であると記している。村岡正明は、1907年3月25日の「萬朝報」におけるアルベルト・サントス・デュモンの飛行記事によって、二宮が外国人の初飛行を知ったと推測している。
- 1991年には、忠八の故郷である八幡浜市で行われた「やわたはまみなと祭」の一環として、玉虫型飛行器のレプリカ機である超軽量動力機「二宮式玉虫型飛行器-R447型」が製作された。改設計・製作は日本大学理工学部の専任講師によって行われ、同年4月に完成。10月20日に開催されたやわたはまみなと祭でジャンプ飛行を行ったが、離陸直後に高度30 cmほどまで達したところで右前方向からの横風によって横転し、観客の中に墜落。観客1名が重傷を、2名が軽傷を負い機体は小破した[8]。この飛行の後は八幡浜市民スポーツセンターに展示されている[9]。なお、この機体は忠八による原設計には無い垂直・水平尾翼を有しているなどの改設計が加えられていた[8][9]。
- 愛媛大学の航空力学研究会は「二宮翔会」を通称として、2002年より烏型飛行器の設計を基にした一連の人力飛行機群を製作している。2003年の鳥人間コンテスト選手権大会を棄権した「平成カラス1号」から2023年に製作が始まった「鴉III号機」までマイナーチェンジが繰り返されており、2013年の「平成カラス10号」からは人力をアシストするための動力源の搭載も図られている[10][11]。
- 2017年1月28日、名古屋市立工業高等学校飛行機同好会の生徒計12名が玉虫型飛行器を参考にして設計・製作した超軽量動力機「八〇式名市工フライヤー」が、津市の香良洲飛行場で高度約1 m、飛距離約70 mのジャンプ飛行に成功した。その後はあいち航空ミュージアムで展示されている。なお、この機体は2号機であり、2010年にプロジェクトを開始、2012年に完成した初号機は、超軽量動力機の上限を超える重量過多によって航空局の審査を通らず、飛行できずに終わっている[12][13][14][15]。

## 二宮忠八が登場する作品
- 小説
  - 吉村昭『虹の翼』（初出『京都新聞』1978年「茜色の雲」、1980年に「虹の翼」と改題し文藝春秋社より刊行）
- 漫画
  - 江川達也『日露戦争物語』
  - 六田登『ヤングマン』

## 二宮忠八を研究する論文
- 工藤雄司「戦史豆知識 幻の飛行機研究--二宮忠八」『鵬友』第24巻第3号、航空自衛隊幹部学校幹部会、1998年、49-51頁、CRID 1520854804915059072、doi:10.11501/2872952、NDLJP:2872952。
- 城下荘平「S2001-2-2 二宮忠八の模型飛行機(機械技術史・工学史(2),社会変革を技術で廻す機械工学)」『年次大会講演論文集』第2010.5巻、日本機械学会、2010年、255-256頁、CRID 1390282681042594176、doi:10.1299/jsmemecjo.2010.5.0_255。(要購読契約)
- 城下荘平「S202011 世界航空技術史における二宮忠八の評価([S20201]機械技術史・工学史(1))」『年次大会』第2011巻、日本機械学会、2011年、_S202011-1-_S202011-3、CRID 1390282680816740224、doi:10.1299/jsmemecj.2011._S202011-1。
- 馬渕浩一「二宮忠八関連資料の所在調査と工業高校生人材育成事業への展開」『生涯学習・キャリア教育研究』第7号、名古屋大学大学院教育発達科学研究科附属生涯学習・キャリア教育研究センター、2011年、35-39頁、CRID 1050001338801426816、hdl:2237/16886、ISSN 1880-3148。